# Kokošari
Kokošari su naseljeno mjesto u općini Travnik, Federacija Bosne i Hercegovine, BiH.

## Stanovništvo

### 1991.
Nacionalni sastav stanovništva 1991. godine, bio je sljedeći:
ukupno: 130
- Hrvati - 125
- Srbi - 2
- Jugoslaveni - 3

### 2013.
Nacionalni sastav stanovništva 2013. godine, bio je sljedeći:
ukupno: 28
- Hrvati - 27
- Srbi - 1